# Winkel (Eifel)
Winkel (Eifel) – miejscowość i gmina w Niemczech, w kraju związkowym Nadrenia-Palatynat, w powiecie Vulkaneifel, wchodzi w skład gminy związkowej Daun.